# Морозовское (Павлоградский район)
Морозовское (укр. Морозівське) — село,
Вербковский сельский совет,
Павлоградский район,
Днепропетровская область, Украина.
Код КОАТУУ — 1223582802.
По данным переписи населения 2001 года, население составляло 396 человек .

## Географическое положение
Село Морозовское находится на левом берегу реки Малая Терновка,
выше по течению на расстоянии в 1 км расположено село Вербоватовка (Юрьевский район),
ниже по течению на расстоянии в 3 км расположено село Вербки,
на противоположном берегу — село Нижнянка (Юрьевский район).
По селу протекает пересыхающий ручей с запрудой.
Река в этом месте извилистая, образует лиманы, старицы и заболоченные озёра.
Рядом проходят автомобильная дорога Т-2107 и
железная дорога, станция Ароматная в 1-м км.

## История
Во время Великой Отечественной войны хутор Морозовский находился на оккупированной территории. В феврале 1943 года на дороге у хутора имел место бой группы советских солдат с немецким подразделением. Летом 1962 года в районе села были найдены и перезахоронены останки нескольких военнослужащих РККА. Несколько позже, в кювете у дороги возле села Морозовское (бывший хутор Морозовский) ученики Николай Исаков и Виктор Заворозько нашли патрон, внутри которого находилась записка на обрывке газеты "Нас четыре: Марченко Л. П., Байдуков И. Н., Бажанов Ю. С., Сьомин Н. Д. На нас идут немцы, но мы клянемся Родине своей смертью - будем стоять до последней капли крови". В результате расследования было установлено, что обнаруженные в районе села и похороненные летом 1962 года погибшие советские солдаты являлись военнослужащими 4-го гвардейского стрелкового корпуса 6-й армии Юго-Западного фронта, в феврале 1943 года попавшими в окружение в районе Лозовая - Павлоград. В результате опроса местных жителей, во время войны проживавших на хуторе Морозовский, в селах Вербки и Вербоватовки были установлены и обстоятельства боя в районе села: четверо солдат отстреливались до последнего патрона, а затем взорвали себя гранатами вместе с приблизившимися к ним немецкими солдатами